# 奈部ゆかり
奈部 ゆかり（なべ ゆかり、1987年11月19日 - ）は、日本の女性総合格闘家。
富山県出身。リバーサルジム新宿Me,We所属。

## 来歴
富山県に生まれる。高岡市立南星中学校、富山県立小杉高等学校出身。柔道では高校時代に富山県大会で優勝し、インターハイでベスト8に入賞した。国際武道大学武道学科柔道部に進み、2年生の時には大韓民国の龍仁大学校柔道学科に編入、3年間修行に励んだ。
総合格闘技に転向後、アマチュア修斗全日本選手権のバンタム級で優勝。
2015年5月、DEEP JEWELSの石塚胡桃との対戦でプロデビューを果たす。
2017年、6月10日にドイツで開催されたSHOOTO KINGS 6 ICHIGEKI！では地元のジュディー・ルイスに判定勝ちをするも、2月25日の杉山しずか戦、9月16日の村田夏南子戦では判定負けの結果となった。
2018年3月10日、DEEP JEWELS 19にて渡辺華奈との対戦で引き分けとなる。同年6月9日、DEEP JEWELS 20の決着戦で判定負けを喫した。奈部にとってはパラエストラ柏からHMC JAPANに所属が変わってからの初戦であった。
2018年9月1日、DEEP JEWELS 21で奈部がデビュー時からオファーを出していたアミバとの対戦が実現し、判定勝ちを収める。

## 人物
- 好きなものは恐竜、趣味は動物園めぐり。小学生以降、ボブより長い髪型にしたことがない。。
- 韓国語を話すことができる。2019年12月14日にROAD FCに出場した際、試合後にオクタゴンで流暢な韓国語を披露した。
- 入場曲はサンボマスターの「できっこないをやらなくちゃ」[3]。

## 戦績
| 総合格闘技 戦績 | 総合格闘技 戦績 | 総合格闘技 戦績 | 総合格闘技 戦績 | 総合格闘技 戦績 | 総合格闘技 戦績 | 総合格闘技 戦績 |
| --------------- | --------------- | --------------- | --------------- | --------------- | --------------- | --------------- |
| 14 試合         | (T)KO           | 一本            | 判定            | その他          | 引き分け        | 無効試合        |
| 10 勝           | 2               | 1               | 7               | 0               | 1               | 0               |
| 3 敗            | 0               | 0               | 3               | 0               | 1               | 0               |

| 勝敗 | 対戦相手                 | 試合結果                       | 大会名                           | 開催年月日     |
| ○    | ミッコ・ニルバーナ       | 5分2R終了 判定3-0              | DEEP JEWELS 32                   | 2021年3月7日   |
| ○    | ローワン・ピルガー       | 5分2R終了 判定3-0              | Road FC 57 XX                    | 2019年12月14日 |
| ○    | ゲオチャイ・ザ・ロケット | 1R 3:15 TKO（パウンド）        | DEEP JEWELS 26                   | 2019年10月22日 |
| ○    | 藤森祥子                 | 2R 2:42 リアネイキッドチョーク | DEEP JEWELS 23                   | 2019年3月8日   |
| ○    | 高森惟舞                 | 5分2R終了 判定3-0              | DEEP JEWELS 22                   | 2018年12月1日  |
| ○    | アミバ                   | 5分2R終了 判定3-0              | DEEP JEWELS 21                   | 2018年9月16日  |
| ×    | 渡辺華奈                 | 5分3R終了 判定0-2              | DEEP JEWELS 20                   | 2018年6月9日   |
| △    | 渡辺華奈                 | 5分2R終了 判定0-1              | DEEP JEWELS 19                   | 2018年3月10日  |
| ○    | 中倉百合花               | 2R 2:50 TKO（パウンド）        | DEEP JEWELS 18                   | 2017年12月3日  |
| ×    | 村田夏南子               | 5分3R終了 判定0-3              | DEEP 79 IMPACT                   | 2017年9月16日  |
| ○    | ジュディー・ルイス       | 5分3R終了 判定                 | SHOOTO KINGS 6 ICHIGEKI！        | 2017年6月10日  |
| ×    | 杉山しずか               | 5分2R終了 判定1-2              | DEEP JEWELS 15                   | 2017年2月25日  |
| ○    | 直DATE                   | 5分2R終了 判定3-0              | DEEP 77 IMPACT ＆ DEEP JEWELS 13 | 2016年8月27日  |